# 3,3',5-Triiodothyronamine
La 3,3',5-triiodothyronamine, ou plus simplement triiodothyronamine, est une thyronamine issue de la décarboxylation de l'hormone thyroïdienne T3 ou triiodothyronine.